# Třída Sojang
Třída Sojang (jinak též třída AOE-II) jsou bojové podpůrné lodě námořnictva Korejské republiky. Jejich hlavním úkolem je dodávat válečným lodím palivo, vodu, munici a další zásoby. Prototypová jednotka Sojang je ve službě od roku 2018. Tato třída je největší jihokorejskou podpůrnou lodí a zároveň druhou největší lodní třídou jihokorejského námořnictva (po výsadkové lodi třídy Tokdo).

## Pozadí vzniku
Prototypovou jednotku Sojang postavila jihokorejská loděnice Hyundai Heavy Industries (HHI) v Ulsanu. Dne 29. listopadu 2016 byla loď spuštěna na vodu. Do služby byla přijata 18. září 2018.
Jednotky třídy Sojang:
| Jméno                | Založení kýlu     | Spuštěna           | Vstup do služby | Status  |
| -------------------- | ----------------- | ------------------ | --------------- | ------- |
| ROKS Sojang (AOE-51) | 13. července 2015 | 29. listopadu 2016 | 18. září 2018   | aktivní |

## Konstrukce
Plavidlo má kapacitu 11 050 tun nákladu (více než dvojnásobek svého předchůdce). Z toho 10 000 tun paliva, přičemž zbytek bude tvořit munice, potraviny a další pevný náklad. K manipulaci s nákladem slouží jeřáb s nosností 25 tun. Z výzbroje je zatím známa instalace 20mm kompletu Phalanx na přídi. Na zádi je přistávací plocha a hangár pro vrtulníky. Nejvyšší rychlost dosáhne 24 uzlů.